# Shaun le mouton : La ferme contre-attaque
Série
Shaun le mouton, le film
(2015)
Pour plus de détails, voir Fiche technique et Distribution.
Shaun le mouton : La ferme contre-attaque (A Shaun the Sheep Movie: Farmageddon) est un film d'animation franco-britannique sorti en 2019. Il fait suite au premier film Shaun le mouton, le film de 2015, adapté de la série éponyme réalisé par Mark Burton et Richard Starzack pour Aardman Animations.

## Synopsis
Quand Lu-La, une extra-terrestre bleuâtre à la vague apparence d'un lapin, espiègle et adorable mais dotée de pouvoirs incroyables atterrit près de la ferme de Shaun le mouton, ce dernier trouve rapidement une occasion de divertissements et d'aventure. Shaun, le chien Bitzer et tout le troupeau de « Mossy Bottom Farm » doivent aider Lu-La à repartir vers sa planète. Mais c'est sans compter sur une sinistre organisation qui veut la capturer. Que pourront-ils faire avant qu'il ne soit trop tard?

## Fiche technique
Sauf indication contraire, les informations mentionnées dans cette section peuvent être confirmées par la base de données cinématographiques IMDb,  présente dans la section « Liens externes ».
- Titre original : A Shaun the Sheep Movie: Farmageddon
- Titre français et québécois : Shaun le mouton : La ferme contre-attaque
- Réalisation : Will Becher et Richard Phelan
- Scénario : Mark Burton et Jon Brown
- Direction d’écriture[Quoi ?] : Bob Persichetti
- Musique : Tom Howe
- Photographie : Charles Copping
- Montage : Sim Evan-Jones
- Production : Paul Kewley
  - Production exécutive : Mark Burton, Alicia Gold, Ron Halpern, Kerry Lock, Peter Lord, Didier Lupfer, Nick Park, Carla Shelley, David Sproxton et Richard Starzak
- Société de production : Aardman Animations, Studiocanal et Anton Capital Entertainment
- Société de distribution : Studiocanal (France, Royaume-Uni et Allemagne notamment), Netflix (États-Unis)
- Pays d'origine :  Royaume-Uni et  France
- Format : couleur - 35 mm - 2,35:1
- Durée : 86 minutes
- Dates de sortie :
  - Allemagne, Italie : 26 septembre 2019
  - France : 16 octobre 2019
  - Royaume-Uni : 18 octobre 2019
  - États-Unis, Canada : 14 février 2020

## Distribution
- Justin Fletcher : Shaun le mouton et Timmy l'agneau
- Amalia Vitale : Lu-La et Me-Ma
- John Sparkes : le chien Bitzer et le fermier
- Richard Webber : le gros mouton Shirley et Ub-Do
- Kate Harbour : la brebis mère de Timmy et l'agent Red
- David Holt : Mugg-1N5
- Andy Nyman : le mouton Nuts
- Simon Greenall : les moutons jumeaux
- Emma Tate (en) : le mouton Hazel
- Chris Morrell : le fermier John
- Joe Sugg : le livreur de pizza

## Conception du film
La technique d'animation employée pour le film est l'animation en volume, déjà utilisée pour la série télévisée Shaun le mouton et pour la plupart des précédents films des studios Aardman. L'ensemble des éléments du film est fabriqué en volume dans les studios. Les personnages sont des figurines dotées de squelettes métalliques plus ou moins élaborés et qui sont légèrement déplacés entre chaque image afin de filmer chaque scène image par image. Le passage de Shaun au grand écran implique cependant quelques différences. Les décors sont plus grands et divisés en de nombreux éléments amovibles afin de faciliter l'accès de tous les coins du plateau à l'équipe de tournage. Les animateurs détaillent davantage les personnages, en particulier leurs expressions faciales (regards, bouches, etc.). Comme les épisodes de la série, le film ne comprend aucun dialogue articulé : les personnages s'expriment par cris d'animaux ou par grognements et syllabes inintelligibles (pour les humains), ce qui implique de faire comprendre l'intrigue et les émotions des personnages par d'autres moyens, principalement l'animation elle-même, la réalisation et la musique.

## Accueil

### Accueil critique
Le Figaro écrit que « le film, toujours sans paroles, riche en borborygmes et onomatopées animaliers et humains divers, regorge de trouvailles amusantes et multiplie les clins d’œil ».
Première trouve que « à l’image du premier volet, la magie Aardman opère toujours dans cette suite avec la même efficacité ».
Le Monde indique que « Les réalisateurs du film – pourquoi bouder son plaisir, en effet – en profitent pour faire assaut de citations des classiques du genre. (...) Tout juste notera-t-on une petite baisse de régime comique, une moindre justesse dans l'agencement des gags. Tout cela restant suffisamment agréable et loufoque pour être sans façon recommandé ».
Télérama parle « D’une virée en moissonneuse-batteuse à une poursuite infernale, et mémorable, dans une fête foraine, en passant par la stratosphère, la réponse déborde de gags inspirés, d’humour absurde ou parodique, de rythme et de tendresse. La Aardman touch n’a rien perdu de son pouvoir comique et poétique : les idées visuelles et narratives fusent de nouveau, les personnages et les décors font toujours l’objet de la même minutie affectueuse, bichonnés jusqu’au plus petit détail. Avec, en bonus, un hommage désopilant et gentiment farfelu à l’univers de la science-fiction, ce Shaun tout neuf offre un grand spectacle… cosmique ».

### Box-office
- France : 673 526 entrées
- Monde : 23 942 235 $

## Distinctions

### Nominations
- BAFTA 2020 : Meilleur film d'animation
- Oscars 2021 : Meilleur film d'animation